# Volos Army Airport
Volos Army Airport är en flygplats i Grekland.   Den ligger i prefekturen Nomós Magnisías och regionen Thessalien, i den centrala delen av landet, 170 km norr om huvudstaden Aten. Volos Army Airport ligger 38 meter över havet.
Terrängen runt Volos Army Airport är varierad. En vik av havet är nära Volos Army Airport åt sydost.Runt Volos Army Airport är det mycket tätbefolkat, med 2 431 invånare per kvadratkilometer. Närmaste större samhälle är Néa Ionía, 1,8 km sydost om Volos Army Airport. Runt Volos Army Airport är det i huvudsak tätbebyggt.